# Josipina Hočevar
Josipina Hočevar, slovenska podjetnica in mecenka, * 6. april 1824, Radovljica, † 16. marec 1911, Krško.

## Mladost
Josipina Mulej, poročena Hočevar, se je rodila v Radovljici premožnim staršem. Hiši se je po domače reklo Pri Sodar, njihov naslov je bil Predmesto 26, danes je naslov te stavbe Linhartov trg 8. Družina je imela v lasti gostilno, tovarno sukna in veliko posestvo. Velik del otroštva je preživela pri starih starših v Stražišču pri Kranju. V Kranju je tudi začela z obiskovanjem šole, z dvanajstimi leti je odšla na šolanje k uršulinkam v Škofjo Loko.

## Poroka
Josipina je bila stara 18 let, ko se je poročila s 14 let starejšim dacarjem Martinom Hočevarjem. Poroka je bila 9. oktobra 1842, štiri dni kasneje sta se zakonca preselila v skupni dom v Krškem. To je bila sprva hiša v precej slabem stanju, h kateri so spadali majhen hlev, vrt in njiva.
Maja 1843 sta v Krškem odprla gostilno, pri vodenju katere so Josipini pomagale sposobnosti, pridobljene pri pomoči v gostilni njenih staršev. V letih 1860 do 1862 sta z možem v Gradcu prenavljala Hotel zur Stadt Triest. Hotel je sicer uspel, a Hočevarjeva sta se vrnila v Krško. Tam je Martin, nadarjen poslovnež, denar služil s trgovanjem z vinom, vinogradi, gradbeništvom; z ženo sta opravlja tudi poštno službo.

## Dobrodelnost
Z možem sta kmalu obogatela, a denarja nista zapravljala lahkomiselno ali za razkošje, temveč sta ga razdajala drugim. Svojih otrok nista imela, poskrbela pa sta za veliko drugih. Josipini so privzgojili varčnost, skromnost in ljubezen do trdega dela, kar so ob njeni izobraženosti (veliko je brala in se izobraževala, obvladala je tako nemški kot tudi slovenski jezik) cenili daleč naokoli.
S svojimi darovi je oskrbovala šole v Krškem, denar je namenjala tudi hiralnicam in sirotišnicam. Od leta 1855 do 1875 je financirala zasebno dekliško šolo v Krškem, v času, ko so bila dekleta še brez pravice do rednega šolanja. S sestro Dralko sta Radovljici darovali hišo za učitelje, pripravila je sklad za podporo radovljiškim učencem. Ti dejanji sta ji prinesli naziv častne meščanke mesta Radovljica. Za služkinje je v Ljubljani ustanovila zavod Josephinum.

## Zadnja leta
Josipinin mož, Martin Hočevar, je umrl aprila 1886. Kot bogata dedinja je nadaljevala z dobrodelnim delovanjem. Leta 1891 je darovala denar za novo cerkev Sv. Križa na krškem pokopališču. S financiranjem je pospešila ustanovitev župnije Krško, ki je prej spadala k župniji Leskovec. Denarno je podprla daljnega sorodnika, Ivana Zajca, ki je tako lahko odšel na študij kiparstva. Denar je namenila še za bolnišnico v Krškem in za gradnjo mestnega vodovoda v Radovljici.

## Smrt in oporoka
Josipina Hočevar je umrla leta 1911. Po veličastnem pogrebu, kjer jo je k večnemu počitku v Hočevarjev mavzolej na okrašenem vozu peljalo šest konjev, je sledilo branje njene, leto prej napisane, oporoke. Največ zapuščine je pripradlo njenemu nečaku, Karlu Muleju, precej je zapustila svojemu, nekaj pa tudi moževemu sorodstvu. Denar je šel tudi za gradnjo pokopališke kapelice v Krškem in domu za otroke v Radovljici. Nekaj denarja se je steklo v Sklad Martina in Josipine Hočevar za študente, v okviru katerega so podelili 15 štipendij. Delež njene dediščine so prejele zdravstvene ustanove, ženska društva in tudi služinčad.
Mestna občina Krško je leto 2024, ko je bila 200-letnica Josipininega rojstva, razglasila za Josipinino leto. Potekalo je od aprila do septembra 2024.